# Tetragnatha trituberculata
Tetragnatha trituberculata är en spindelart som beskrevs av Gillespie 1992. Tetragnatha trituberculata ingår i släktet sträckkäkspindlar, och familjen käkspindlar. Inga underarter finns listade i Catalogue of Life.